# Ștefan I de Sancerre
Ștefan I de Sancerre (în franceză, Etienne (n. 1133–d. înainte de 21 octombrie 1190), a fost primul conte de Sancerre, din anul 1151 până la moarte.
Ștefan a fost cel de al treilea fiu al contelui Theobald al II-lea de Champagne. La moartea tatălui său (1151), el a moștenit comitatul de Sancerre, în vreme ce frații săi mai mari, Henric și Theobald au primit Champagne, respectiv Blois și Chartres. Astfel, domeniile lui Ștefan erau cele mai mici (cu excepția unui al patrulea frate, Guillaume "cel cu Mâinile Albe", care nu a obținut niciun fief și va deveni ulterior om al bisericii, ca arhiepiscop de Rheims). Totodată, Ștefan și Theobald erau vasali ai lui Henric.
Ca și mulți alți membri ai familiei, Ștefan a participat la cruciade, iar în anul 1169 i s-a oferit mâna fiicei regelui Amalric I al Ierusalimului, Sibylla, ca urmare a unei delegații diplomatice conduse de Frederic de la Roche, arhiepiscopul de Tyr. El a acceptat și a pornit călătoria către Orient alături de ducele Hugue al III-lea de Burgundia; totodată, cei doi aveau misiunea de a proteja o mare sumă de bani pe care regele Ludovic al VII-lea al Franței o trimitea în Țara Sfântă în 1171.
Se anticipa că într-o zi Ștefan va ocupa tronul regal al Ierusalimului prin căsătoria cu Sibylla, dat fiind că fratele acesteia, Balduin, urmașul imediat al lui Amalric I, era bolnav de lepră. Cu toate acestea, căsătoria nu a avut loc niciodată. Din motive rămase necunoscute, Ștefan a refuzat-o pe Sibylla și s-a întors în Europa.
În Sancerre, Ștefan a construit un castel cu șase turnuri și a întărit fortificațiile orașului.
În anul 1153, s-a căsătorit cu fiica lui Godefroy de Donzy, al cărei nume variază în documente (Adelaida, Alice sau Matilda). În 1155 a acordat vămile din Lorris negustorilor orașului său. A fost conducătorul de facto al unui grup de baroni răsculați împotriva regelui Filip August între anii 1181 și 1185. În 1184, luptând alături de o bandă de mercenari din Brabant, a fost înfrânt de către rege, aflat în fruntea Confrères de la Paix, o organizație de războinici constituită din 1182 în Le Puy cu scopul de a frâna războaiele feudale. În 1190, Ștefan a început abolirea servituții pe domeniile sale, o tendință constantă a membrilor familiei sale (de exemplu, nepotul său, Ludovic I de Blois va lua aceeași măsură în 1196).
Ștefan a plecat pentru a doua oară în Orient, de această dată alături și de cei frații săi, în cadrul cruciadei a treia, în 1190. A murit în timp ce participa la Asediul Acrei, la fel cum se va întâmpla și cu fratele său Theobald câteva luni mai târziu, în ianuarie 1191.
Succesiunea sa a fost preluată de fiul său, Guillaume.